# الألعاب البرزخية

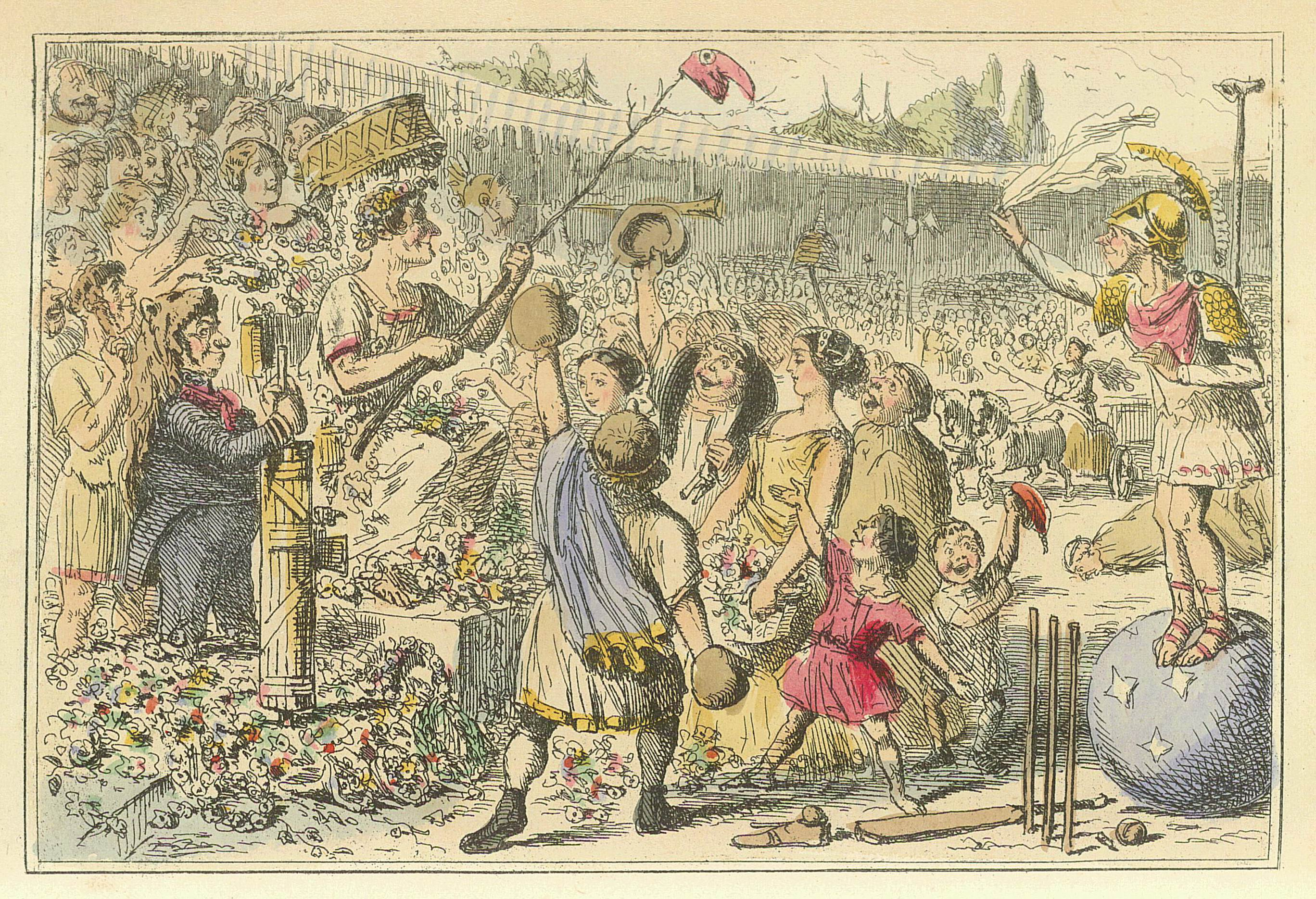
لقطة من تاريخ روما

الألعاب البرزخية مهرجان إغريقي قديم كان يُقام مرةً كل سنتين، في شهر أبريل على الأرجح، تكريماً لإله البحر بوسيدون، وذلك في حرمه الواقع على برزخ كورنث ومن هنا جاء اسمه. يرقى تاريخه إلى حوالى العام 570 قبل الميلاد، وكان يشتمل على مباريات في الألعاب الرياضية وفي الموسيقى والخطابة، وعلى سباقات خيل ومركبات، وقد ألغي في القرن الرابع للميلاد بعد أن تمت الغلبة للنصرانية.